# ライグラススタッガー
ライグラススタッガー（ryegrass stagger）とは、飼料のライグラスにエンドファイトが感染して産生したロリトレムを摂取することで起こる家畜の疾病。エンドファイトとは植物体内で共生的に存在する細菌や真菌の総称。軽症では筋肉痙攣や神経過敏がみられ、疾病の進行とともに歩行異常、起立不能などを示し、斃死する。鑑別疾患として低マグネシウム血症、低カルシウム血症、硝酸塩中毒、白筋症、牛海綿状脳症などの神経症状を示すものがある。